# Ефталіти

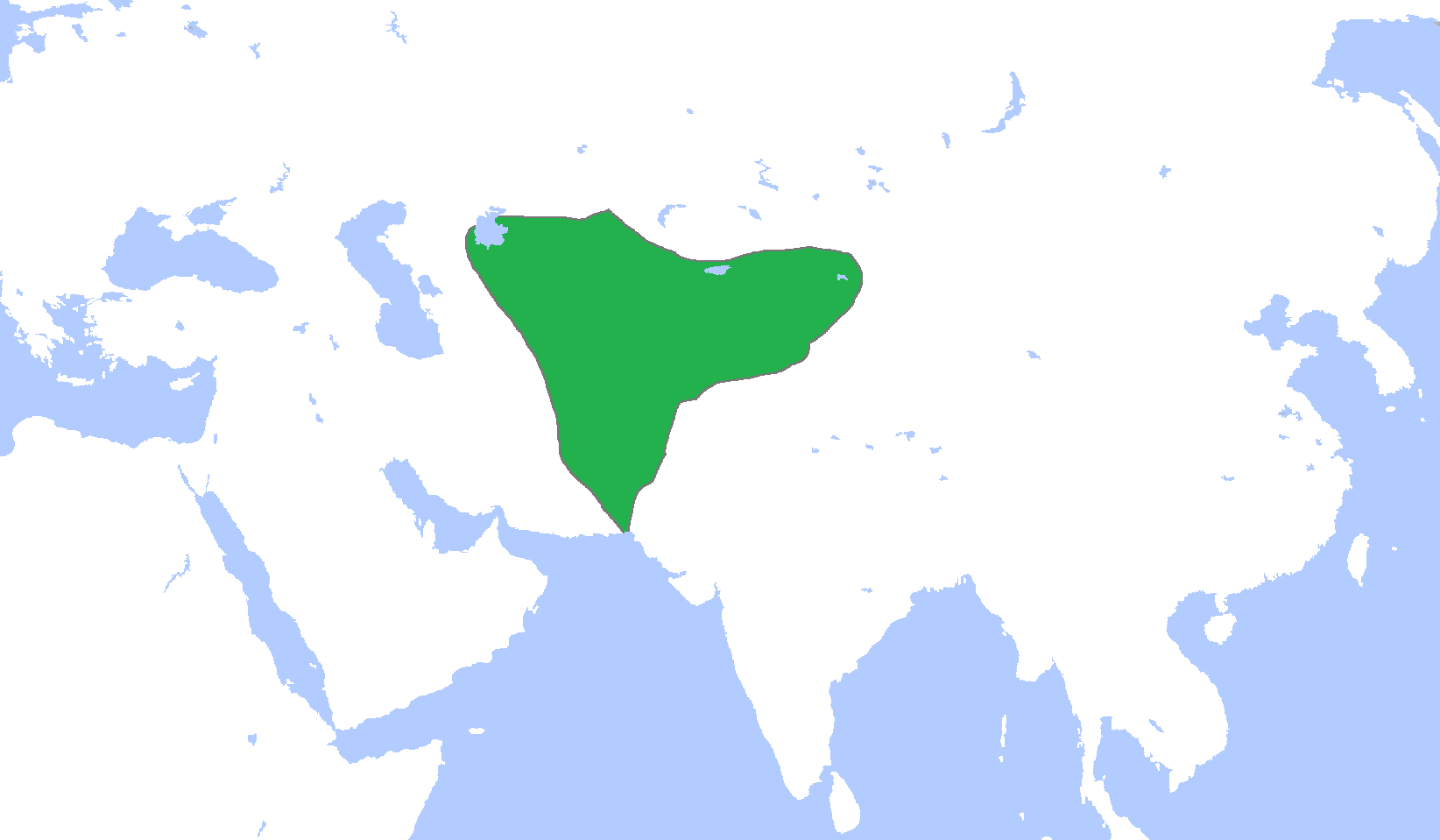
Приблизна територія розселення ефталітів на початок 6 ст. н. е.

Ефталі́ти або бі́лі гу́ни — об'єднання середньоазійських кочівників 5–6 століть н. е.
Самоназва ефталітів – хіоніти, точніше вони були західною (білою) ордою хіонітів. Це народ індоєвропейського (іранського походження), що говорив на одному зі східно-іранських (сакських) діалектів. Декілька хіонітських царів носили ім'я Ефтал, звідси і виникла назва ефталіти. Подібність звучання хіон і гунн (власне hōn), мабуть, і пояснює той факт, що візантійські історики називають ефталітів білими гуннами. 
На початку V в. ефталіти, перемігши кідаритів (південних хіонітів з червоної орди), завоювали землеробські оази за Аму-Дар'єю і створили могутню державу на великих просторах Середньої Азії, Афганістану, північно-західної Індії та частини східного Туркестану. До них приєдналися алхон-гунни з червоної орди хіонітів. Їхня основна територія – Тохарістан та східний Афганістан. Ядро ефталітів становили войовничі кочові племена, що зазнали впливу міської культури. Див: Ghirshmann. Les Chionites – Hephtalites. Le Caire, 1948. P. XII - XIII, 66, 115; Althelm F. Geschichte der Hunnen. Ст, 1959. Bd. 1. S. 41 – 56. Екскурс про эфталітів Прокопія одна із п'яти етнографічних екскурсів, що у його «Війнах». Швидше за все він заснований на достовірних свідченнях, хоча у зовнішній формі цього есе позначився вплив Фукідіда, а опис бенкету у ефталітів нагадує розповідь про бенкет Аттили, що зберігся у фрагментах твору Пріска Панійського. Див: Prisci fr. 8.

## Історія
За свідченням сучасників вони не мали міст і писемності, жили у повстяних наметах.
Питання про походження ефталітів та їхній етнічний склад, про те чи були вони тюркським чи індоєвропейським людом, є предметом наукових дискусій (за однією з версій, ефталіти розмовляли східноіранськими мовами).
Не зрозуміло, чи були білі гуни споріднені з європейськими гунами. Ще менше зрозуміло, куди вони зникли.
Відомостей про ефталітів збереглося мало. Вони згадуються китайськими, іранськими та індійськими джерелами, бо турбували територію відповідних країн своїми військовими походами.
До 425 ефталіти захопили Согдіану та Хорасан, потім вторгнулися в Персію. Баграм V зумів їх зупинити, але в 483—485 роках їм удалося накласти на Персію данину. Після довгих воєн ефталітів витіснили з Персії (503–513). Остаточно їх здолав 557 року Хосров I. Відтак білі гуни потрапили під владу держави Сасанідів.
Нападали ефталіти також на Індію, загрожуючи державі Гуптів, аж доки коаліція індійських держав їх не вигнала з країни (528). Проте держава Гуптів не довго після того протрималася.

## Правителі

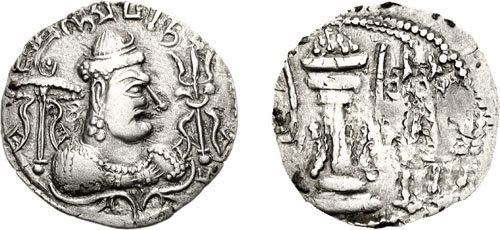
Монета із зображенням Міхіракули

### Торамана
Правив близько 493-515 рр н.е.

### Міхіракула
Син Торамана, відрізнявся жорстокістю. У книзі кашмірського історика Кальхана Раджатарангіні згадується, що його улюбленою справою, було скидати слонів у прірву. Був розбитий Баладітьєй з династії Гуптів та Яшодхарманом, одним з правителей Центральної Індії. Баладітья відпустив Міхаракулу і той сховався у Кашмірі, а згодом знову напав на індійського царя.